# 飞仙镇
飞仙镇原属湖南省桂阳县下辖镇，2012年4月撤销。飞仙镇与原余田乡、十字乡、古楼乡成建制合并设立舂陵江镇。飞仙镇撤销前行政区划代码431021109；2011年末下辖飞仙村、新窑村、官田村、浮湖村、理坪村、梓木村、清口村、洪家村、汪岭村、塔水村、社下村、岩口村、甑井村、洞尾村、长隆村共计15行政村。